# Pelargonium scabrum
Pelargonium scabrum är en näveväxtart som först beskrevs av Carl von Linné, och fick sitt nu gällande namn av L'hér.. Pelargonium scabrum ingår i släktet pelargoner, och familjen näveväxter. Inga underarter finns listade i Catalogue of Life.